# 충북과학고등학교
충북과학고등학교(忠北科學高等學校)는 대한민국 충청북도 청주시 상당구 가덕면 상야리에 있는 공립 과학고등학교이다.

## 학교 연혁
- 1988년 4월 13일 : 본교 설립계획 문교부승인
- 1988년 4월 18일 : 교사신축 착공
- 1988년 11월 10일 : 학교 설립인가
- 1988년 12월 19일 : 교사 준공
- 1989년 3월 1일 : 초대 손건수 교장 부임
- 1989년 3월 6일 : 개교 및 입학식
- 1991년 2월 12일 : 제1기 수료식(45명 과기원진학)
- 1991년 6월 15일 : 청운학사(기숙사) 준공, 입사
- 1992년 2월 11일 : 제1회 졸업식 및 제2기 수료식(졸업 13명, 수료 29명)
- 2017년 4월 27일 : 창의융합동 준공
- 2024년 2월 2일 : 제33기 졸업식 및 제34기 조기졸업식(졸업 34명, 수료 1명, 조기졸업 15명) 졸업생 및 수료생 졸업 673명, 수료 301명, 조기졸업 658명
- 2024년 3월 1일 : 제15대 장원숙 교장 취임

## 설치 학과
- 과학과

## 참고 자료
- 충북과학고등학교 - 한국교육학술정보원 학교알리미